# 張景驊
張景驊（Cheung King Wah，1986年7月6日—），生於香港，香港足球員，司職守門員, 現時效力香港乙組聯賽球會油尖旺，並兼任守門員教練。

## 球會生涯
張景驊生於香港，2004年加盟平均年齡只得21歲的福建。2007年，為補充兵源，康宏晨曦獲上屆効力公民的門將張景驊加盟，他將穿上17號球衣。2013年加盟香港甲組聯賽球會橫濱FC香港（後改稱：YFC澳滌），但未有再以球員身份註冊的他，會以守門員教練的身份，輔助橫濱FC教練李志堅。2016年，張景驊擔任香港超級聯賽新軍標準灝天守門員教練。但最終灝天黃大仙只得11分排行榜尾，需要降級至香港甲組聯賽。其後，黃大仙曾一度申請留級並獲得香港足球總會接納，但最終因贊助問題決定不留級。2016年11月，標準灝天副選門將兼守門員教練張景驊考入海關並已入營受訓。但之後張景驊仍有為灝天在港超上陣。2017年4月28日，張景驊經過23個星期的海關訓練，終於畢業並被派駐赤柱。

## 家庭生活
2016年5月4日凌晨零時36分，愛妻（Sau Ying Yeung）為張景驊於沙田威爾斯親王醫院誕下一名女嬰，出世體重2.83公斤。

## 軼事
張景驊被指樣貌與現時希拉爾球星尼馬極為相似，故稱為「港版尼馬」。

## 外部連結
- 香港足球總會網頁球員註冊資料 （页面存档备份，存于）